# 톰 포거티
톰 포거티(Tom Fogerty, 본명은 토머스 리처드 포거티(Thomas Richard Fogerty), 1941년 11월 9일 ~ 1990년 9월 6일)는 미국의 싱어송라이터, 기타 연주자, 음악 프로듀서이다.
그는 싱어송라이터 존 포거티의 형이기도 하다.